# Pierre Moulin du Coudray de La Blanchère
Pierre Moulin du Coudray de La Blanchère ou Henri de La Blanchère, né en 1821 à La Flèche et mort en 1880 au havre, est un naturaliste et photographe français.

## Biographie
Pierre René Marie Henri Moulin du Coudray de La Blanchère fait ses études à l'École nationale des eaux et forêts et devient garde forestier. En 1848, il fait des études de chimie à Nantes et se consacre dès lors aux poissons et à la pêche. En 1855, il s’installe à Paris et s’initie à la photographie auprès de Gustave Le Gray.
Il a été l'un des premiers savants français à appliquer la photographie à ses recherches d'histoire naturelle . Il réalise des ouvrages d’histoire naturelle, notamment sur les poissons, illustrés par ses photographies mais aussi des ouvrages consacrés à la photographie.

## Œuvres
Il est notamment l’auteur de :

### Ouvrages sur la photographie
- Du collodion sec, Paris, Boisseau et Augros, 1857, 15 p.
- L'Art du photographe, comprenant les procédés complets sur papier et sur glace, négatifs et positifs, Paris, Amyot, 1859, IV-280 p. (Lire en ligne).
- Monographie du stéréoscope et des épreuves stéréoscopiques, Paris, Amyot, 1861, 330 p.
- Répertoire encyclopédique de photographie : comprenant par ordre alphabétique tout ce qui a paru et paraît en France et à l'étranger depuis la découverte par Niépce et Daguerre de l'art d'imprimer au moyen de la lumière, Paris, Amyot, 1862-1866, 6 vol. :: tomes I-II : Partie alphabétique non périodique (Tome I en ligne) (Tome II en ligne) ; tome III : Année 1863 (Tome III en ligne) ; tome IV : Année 1864 (Tome IV en ligne) ; tome V : Année 1865 (Tome V en ligne ; tome VI : Année 1866 (Tome VI en ligne) .
- La Photographie des commençants, Paris, Amyot, 1863, 136 p. (Lire en ligne).

### Ouvrages d'histoire naturelle
- Industrie des eaux. Culture des plages maritimes, pêche, élevage, multiplication des crevettes, homards, langoustes, crabes, huîtres, moules... (Paris, 1866).
- Oncle Tobie : le pêcheur (Paris, 1866).
- Les Ravageurs des vergers et des vignes. Histoire naturelle - dégâts - moyens de les combattre, suivis d'une étude sur le phylloxera. Paris, Rothschild, 1876.
- Plantes et animaux, récits familiers d'histoire naturelle (Paris, 1867).
- La Pêche aux bains de mer (Paris, 1868).
- La Pêche et les poissons. Nouveau Dictionnaire général des pêches... (Paris, 1868).
- Voyage au fond de la mer... (Paris, 1868).
- Amis et ennemis de l'horticulteur (Paris, 1869).
- L'Esprit des poissons (Paris, 1870).
- Les Oiseaux utiles et les oiseaux nuisibles aux champs, jardins, forêts, plantations, vignes, etc. (Paris, 1870). facsimilé
- L'Art d'élever et de faire reproduire les animaux nouvellement importés, manuel pratique d'acclimatation (Paris, 1872).
- Les Chiens de chasse (Paris, 1875).
- Histoire naturelle pittoresque, mémoires d'une ménagerie (Paris, 1876).
- La Plante dans les appartements (Paris, 1877).
- Les Aventures d'une fourmi rouge et les mémoires d'un pierrot (Paris, 1879).
- Le Père Branchu, histoire de la forêt (Paris, 1879).
- Sous les eaux, roman d’anticipation à la manière vernienne (Paris, 1879).
- La Pêche en eau douce, contenant tous les principes de la pêche à la ligne, la description des engins... (Paris, 1880).
- Histoire d’une ménagerie chez Théodore Lefèvre (Paris, 1880)
- Les Mémoires d'un pierrot (Paris, 1881).
- Les Animaux racontés par eux-mêmes (Paris, 1884).

réédition : Les Animaux racontés par eux-mêmes. Mémoires d'une ménagerie. Aventures d'une fourmi rouge, Paris, Charles Delagrave, 1886, 298 p. (Lire en ligne).
- Les Amis des plantes et leurs ennemis (Paris, 1885).
- Choses et autres, causeries de l'oncle Tobie (Paris, 1885).
- Une histoire de tous les jours, conte rustique (Paris, 1885).
- Plantes et animaux, récits familiers d'histoire naturelle (Paris, 1885).
- Récits de pêche et de voyage (Paris, 1885).